# Harmonia testudinaria
Harmonia testudinaria — вид божьих коровок. Он встречается в Австралии, Новой Гвинее, Индонезии и был интродуцирован на Гавайи.

## Внешний вид и строение
Взрослые особи H. testudinaria — жуки длиной около 6 мм желтого/светло-оранжевого цвета с черным сетчатым рисунком на надкрыльях. Также на переднеспинке проходят две черные полосы. Взрослые особи при выходе из куколки полностью желтые, а черные отметины появляются позже. Существует некоторая внутривидовая вариация: взрослые особи из Новой Гвинеи обычно имеют в основном однотонные надкрылья, за исключением черного шва и маленьких черных пятен у основания надкрылий.
Личинки коричневатые с кремовыми отметинами, а куколки оранжево-желтые.

## Среда обитания
Этот вид можно найти на листьях и стеблях растений.

## Питание
Harmonia testudinaria питаются тлей и другими насекомыми. Одним из видов их добычи является тля Tuberolachnus salignus.

## Жизненный цикл
Harmonia testudinaria начинают жизненный цикл, откладывая яйца на подходящие растения. Из них вылупляются личинки, которые несколько раз линяют, прежде чем стать куколками. Через несколько дней из куколок выходят взрослые особи.

## Галерея

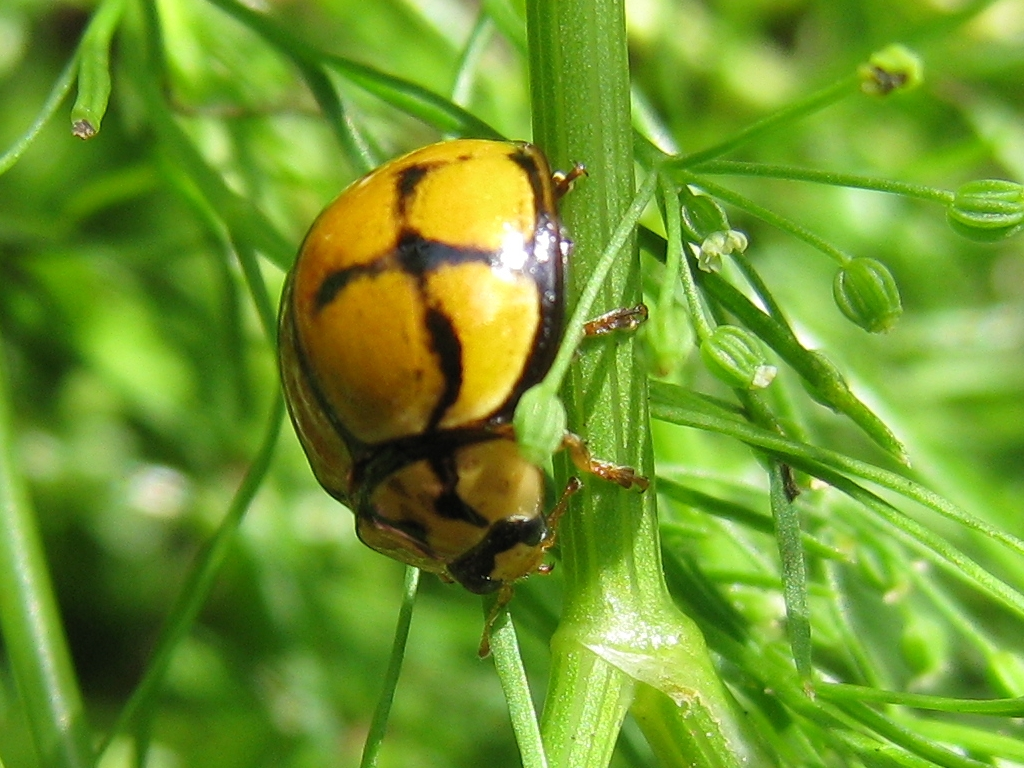
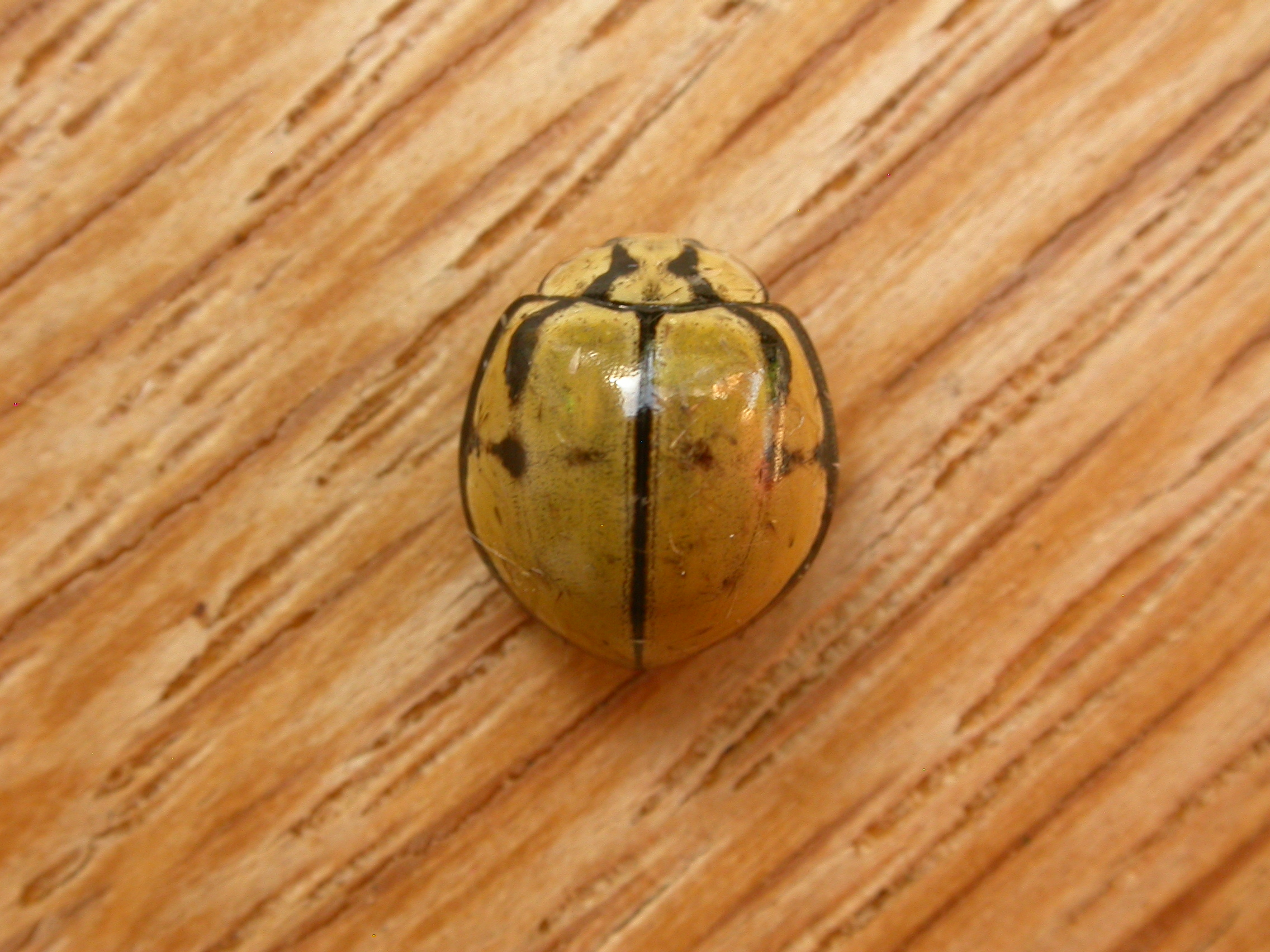